# Caciella philippinarum
Caciella philippinarum är en skalbaggsart som beskrevs av Stefan von Breuning 1936. Caciella philippinarum ingår i släktet Caciella och familjen långhorningar.
Artens utbredningsområde är Filippinerna. Inga underarter finns listade.